# Alacoque Szent Margit
Alacoque Szent Margit (L'Hautecour, 1647. július 22. – Paray-le-Monial, 1690. október 17.) kora újkori, szentté avatott francia apáca. Nevéhez fűződik a római katolikus egyházban Jézus Szentséges Szívének tisztelete.

## Élete
Alacoque Szent Margit L'Hautecour helységben született 1647-ben. Huszonhárom éves korában lépett be a boldogságos Szűz Mária látogatásáról nevezett kongregáció paray-le-moniali kolostorába. Életrajzírói szerint az Üdvözítő az ájtatos és alázatos apácát rendkívüli kegyelemmel és csodás jelenésekkel tüntette ki. 
Legnevezetesebb volt az a jelenés, amelyben 1675. július 6-án meghagyta a jámbor apácának, hogy a Szent Szív ájtatosságát az emberekkel megismertesse, és elterjessze. Margit engedelmeskedett az Úr parancsának, és gyóntatójával, Claude La Colombière jezsuita atyával nagy lelkesedéssel igyekezett a Szent Szív ájtatosságát terjeszteni. Egyesek nem jó szemmel nézték ezt az újfajta ájtatosságot, Margitnak ezért sok üldöztetést kellett elszenvednie. Ő maga nem is érte meg ez új ájtatosság egyházi jóváhagyását – 1690-ben, 43 évesen – elhunyt.
IX. Piusz pápa 1864. augusztus 19-én boldoggá avatta, szentté avatása 1920-ban történt meg.

## Magyarul megjelent művei
- Alacoque Mária Margaréta tisztelendő Anyának ... élete : ön-életírás; ford. egy nevetlentől; Beimel, Pest, 1835
- Ime a Sziv! A Jézus Szive tisztelet fontosabb idézetei Alacoque Szent Margit irataiból; összeáll. Zsámár Jenő; Korda Ny., Budapest, 1933